# Давид Скокан
Давид Скокан (слч. Dávid Skokan; Попрад, 6. децембар 1988) професионални је словачки хокејаш на леду који игра на позицијама центра и десног крила.
Члан је сениорске репрезентације Словачке за коју је на међународној сцени дебитовао на светском првенству 2014. године.
Иако је учествовао на улазном драфту НХЛ лиге 2007, где га је као 193. пика у седмој рунди одабрала екипа Њујорк ренџерса, Скоксан никада није заиграо у најјачој хокејашкој лиги на свету.
Професионалну каријеру започео је у свом родном граду, у екипи ХК Попрада, а као играч Слована из Братиславе освојио је титулу националног првака Словачке у сезони 2011/12.